# グラヤノトキシン

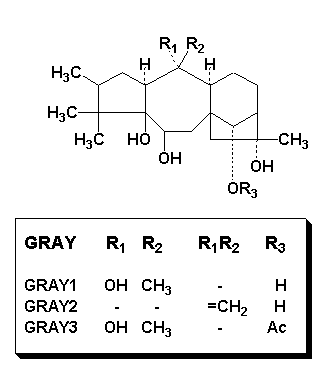
グラヤノトキシンの構造。末端官能基により3種類に分かれる

グラヤノトキシン（Grayanotoxin）は、有毒植物に含まれるジテルペンに属する毒の一種の総称。ⅠからⅢまでの3種類がある。グラヤノトキシンⅠはアセボトキシン（Asebotoxin）、ロードトキシン（Rhodotoxin）、アンドロメドトキシン（andromedotoxin）とも呼ばれる。
レンゲツツジ、アセビ、ネジキなどのツツジ科の植物の全草に含まれている。日本産のハナヒリノキ（Leucothoe grayana）から発見・命名された。
グラヤノトキシンは細胞膜上のNaイオンチャネルに結合して興奮と脱分極を継続させ、カルシウムイオンを流入させるために骨格筋や心筋の収縮を強め、結果期外収縮などを起こす。迷走神経を刺激した後に麻痺させる作用も持つ。
ホツツジなどの蜜に含まれるグラヤノトキシンが蜂蜜から検出されることがあり、問題となっている。このことはギリシャ・ローマ時代から知られており、大プリニウス、ストラボン、クセノフォンらは著書の中でツツジ属植物の蜜に由来する蜂蜜による中毒を記録に残している。
また、上記の含有する植物を食べることによる家畜の中毒死も問題となる。